# 米利諾基特 (緬因州普查規定居民點)
米利諾基特（英語：Millinocket）是位於美國緬因州佩諾布斯科特縣的一個普查規定居民點。

## 人口
根據2020年美國人口普查的數據，米利諾基特的面積為15.10平方千米，當中陸地面積為14.70平方千米，而水域面積為0.40平方千米。當地共有人口4104人，而人口密度為每平方千米271.79人。